# Station St Ingbert
Station St Ingbert is een spoorwegstation in de Duitse plaats St. Ingbert. Het station werd in 1879 geopend.